# Глем метъл
Глем метълът е поджанр на хевиметъла. Повлиян е от глем рока от 1970-те години.
Други негови наименования са хеър метал (на англ. hair означава „коса“ – заради добре поддържаната коса) и поп метъл.
Характеризира се с по-ясна мелодичност. Става най-комерсиалния хевиметъл жанр. Изпълнителите носят топирани коси, грим и разнообразни сценични облекла.

## Групи и изпълнители
- Аеросмит
- Алис Купър
- Бон Джоуви
- Ван Хален
- Горки Парк
- Гънс Ен Роузис
- Дейвид Лий Рот
- Деф Лепард
- Kiss
- Крокус
- Куайът Райът
- ЛА Гънс
- Мотли Крю
- Синдърела
- Скид Роу
- Скорпиънс
- Страйпър
- У.А.С.П.
- Туистед Систър
- Юръп